# الجمهورية اليونانية الأولى
الجمهورية اليونانية الأولى أو الجمهورية الهيلينية الأولى (باليونانية: Αʹ Ελληνική Δημοκρατία) هو مصطلح تاريخي للدولة اليونانية المؤقتة خلال حرب الاستقلال اليونانية ضد الإمبراطورية العثمانية. يتم استخدامه للتأكيد على الطبيعة الدستورية والديمقراطية للنظام الثوري قبل إنشاء مملكة اليونان المستقلة، وربط هذه الفترة من التاريخ اليوناني مع الجمهوريتين الثانية والثالثة اللاحقة.

## التاريخ
في المراحل الأولى من انتفاضة 1821، انتخبت مناطق مختلفة مجالسها الحاكمة الإقليمية الخاصة بها. استعيض عن هذه الإدارة المركزية في الجمعية الوطنية الأولى لإبيداوروس في أوائل عام 1822، والتي اعتمدت أيضا أول دستور يوناني، بمناسبة ولادة الدولة اليونانية الحديثة. واستمرت المجالس في الوجود، ولم تكن السلطة المركزية راسخة حتى 1824/1825. الدولة الجديدة لم تعترف بها القوى العظمى في آنذاك، والتي، بعد النجاحات الأولية، كانت مهددة بالانهيار من الداخل بسبب الحرب الأهلية ومن دون ذلك من خلال انتصارات الجيش التركي-المصري لإبراهيم باشا.
وبحلول عام 1827، كانت الثورة اليونانية قد تم إخمادها، ولكن بحلول هذا الوقت، أصبحت الدول العظمى توافق على تشكيل دولة يونانية مستقلة في ظل سيادة العثمانيين، كما هو منصوص عليه في معاهدة لندن. أدى رفض العثمانيين لقبول هذه الشروط إلى معركة نافارينو، التي ضمنت استقلال اليونان الكامل.
في عام 1827، أنشأت الجمعية الوطنية الثالثة في تروزن الدولة الهيلينية (اليونانية)، واختارت الكونت ايوانيس كابوديسترياس حاكمًا لليونان. لذلك، غالبًا ما تسمى هذه الفترة بالفترة المحافظة. بعد وصول كابودسترياس إلى اليونان في يناير 1828، حاول بنشاط إنشاء دولة وظيفية ومعالجة مشاكل البلد الذي خلّفته الحرب وشرذمته، ولكن سرعان ما تورط في صراع مع كبار الشخصيات المحلية القوية والزعماء المحليين.

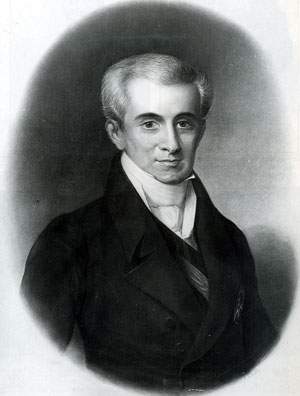
إيوانيس كابودستردياس رئسًا تنفيذيًا لليونان.

اغتيل كابودسترياس على يد خصومه السياسيين في عام 1831، وأغرق البلاد في صراع أهلي متجدد. وقد خلفه أخوه أوغسطينوس، الذي أُجبر على الاستقالة بعد ستة أشهر. قامت الجمعية الوطنية الخامسة في نافبليون بصياغة دستور ملكي جديد، بينما تدخلت ثلاث «قوى حماية» (بريطانيا العظمى وفرنسا وروسيا)، معلنة اليونان مملكة في مؤتمر لندن عام 1832، مع الأمير «البافاري أوتو من فيتلسباخ» ملكًا.

## رؤساء السلطة التنفيذية
- الكسندروس مافروكورداتوس (13 يناير 1822 - 10 مايو، 1823)
- بيتروس مافروميكاليس (10 مايو، 1823 - 31 ديسمبر، 1823)
- جورجيوس كونتوريوتيس (31 ديسمبر 1823 - 26 أبريل 1826)
- أندرياس زيميس (26 أبريل 1826 - 14 أبريل 1827)
- إيوانيس كابودستردياس (مايو، 1827 - 27 سبتمبر 1831)
- أوغسطينوس كابوديسترياس (9 أكتوبر، 1831 - 23 مارس، 1832)
- الهيئة الحكومية (1832 - 1833).